# 잔류성 유기 오염 물질에 관한 스톡홀름 협약

잔류성 유기 오염 물질에 관한 스톡홀름 협약(영어: Stockholm Convention on Persistent Organic Pollutants, 스웨덴어: Stockholmskonventionen om långlivade organiska föroreningar)은 잔류성 유기 오염 물질 (POPs)의 감소를 목적으로 지정 물질의 제조 · 사용 · 수출입 금지 또는 제한하는 협약이다. 2001년 5월에 채택되어, 2004년 5월 17일에 발효되었다.